# Brie Larson

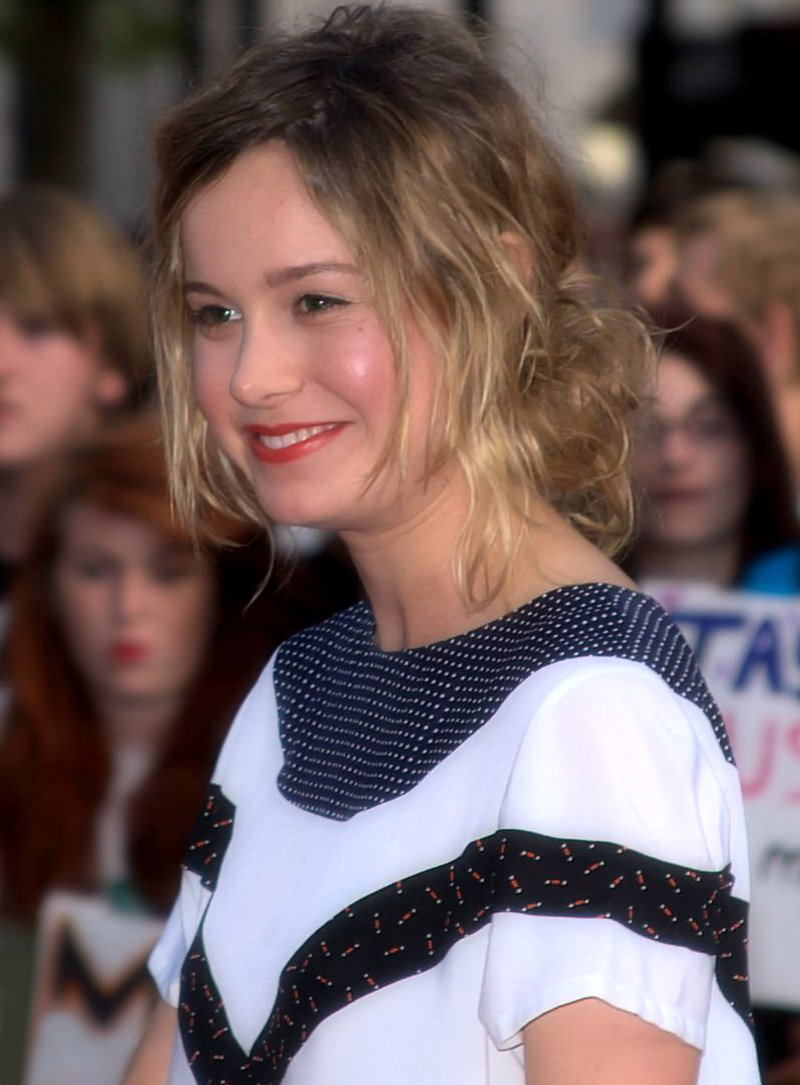
Brie Larson na premierze Scott Pilgrim kontra świat w 2010

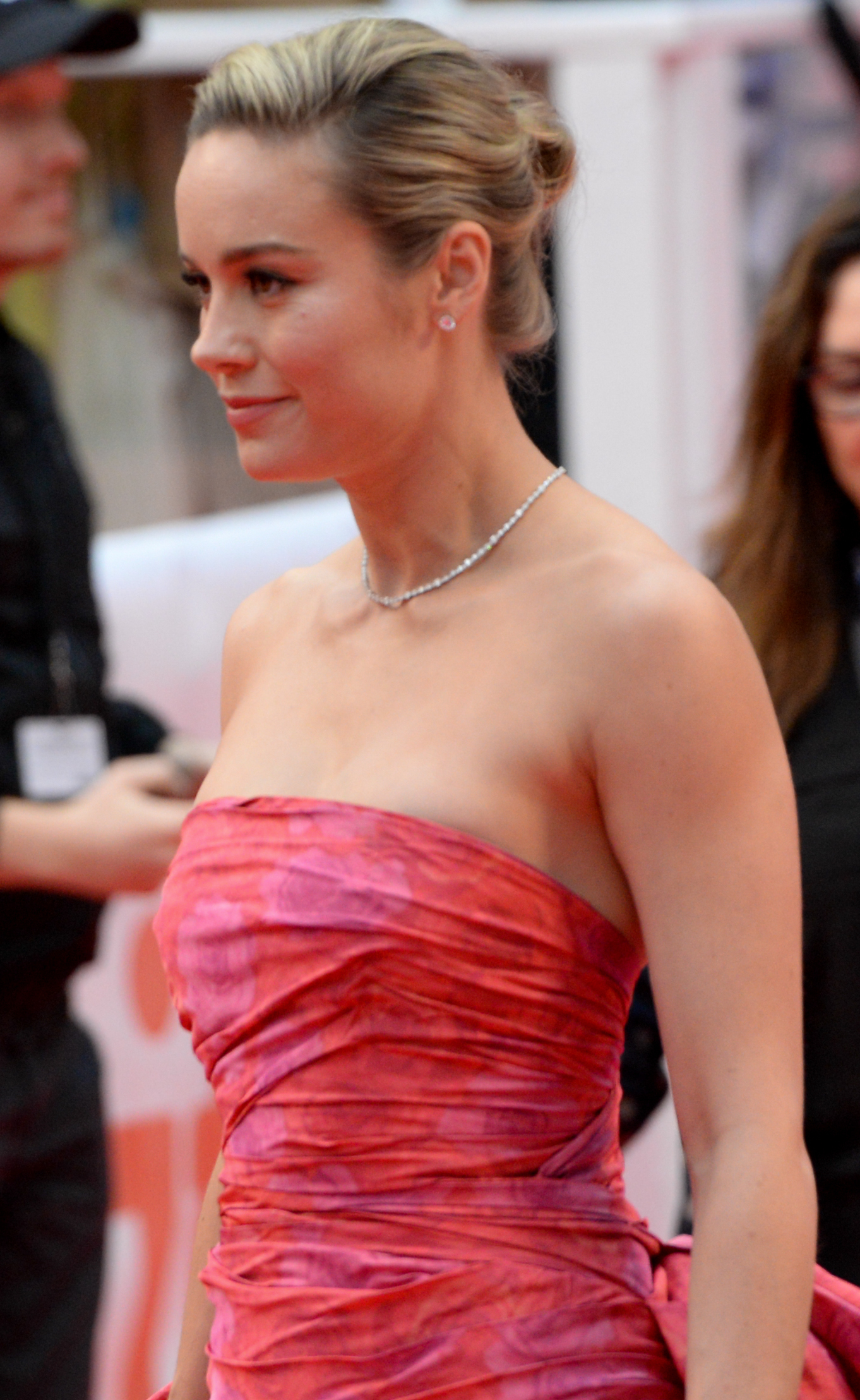
Larson na festiwalu w Toronto (2019)

Brie Larson, właśc. Brianne Sidonie Desaulniers (ur. 1 października 1989 w Sacramento) – amerykańska aktorka, piosenkarka, reżyser i filmowiec. Jako nastolatka występowała w rolach drugoplanowych w komediach, zanim otrzymała główne role zarówno w filmach niezależnych, jak i wysokobudżetowych hitach kinowych. Laureatka Oscara dla najlepszej aktorki pierwszoplanowej, Złotego Globu i BAFTA za rolę w filmie Pokój (2015). Magazyn „Time” uznał ją za jedną ze 100 najbardziej wpływowych osób na świecie w 2019. Brie Larson jest działaczką na rzecz równości płci i orędowniczką ofiar przemocy na tle seksualnym.

## Życiorys
Urodziła się w Sacramento, w Kalifornii jako córka chiropraktyków - Heather (z domu Edwards) i Sylvaina Desaulniersa. Jej matka miała pochodzenie angielskie, szwedzkie, niemieckie, walijskie i szkockie, a ojciec – francusko-kanadyjskie. Larson przeżyła traumę, gdy jej rodzice rozwiedli się, gdy miała siedem lat. Wtedy z matką i siostrą Milaine przeniosła się do Los Angeles.
W wieku sześciu lat zainteresowała się aktorstwem i wzięła udział w przesłuchaniu do programu szkoleniowego w American Conservatory Theatre w San Francisco, gdzie została najmłodszą przyjętą studentką. Mając siedem lat została zawodową aktorką.
Aktorka wyjaśniła, że ponieważ jej nazwisko było trudne do wymówienia przybrała nazwisko „Larson” jako swój pseudonim artystyczny inspirując się swoją szwedzką prababcią oraz lalką nazywającą się Kirsten Larson z linii lalek American Girl.
Po gościnnym występie w jednym z odcinków serialu CBS Dotyk anioła (1999), została zaangażowana do roli Emily Stewart w sitcomie The WB Jak wychować tatę (Raising Dad, 2001–2002).
Zasiadała w jury konkursu głównego na 76. MFF w Cannes (2023).
Brie Larson aktywnie uczestniczy w mediach społecznościowych i wykorzystuje je jako platformę do dzielenia się opiniami i postami, które sama pisze. W 2020 roku założyła własny kanał na YouTube. Wraz z aktorką Jessie Ennis prowadziła także podcast o nazwie Learning Lots.
Larson została wyróżniona przez Forbesa na liście 30 under 30 w 2016 r. i została uwzględniona przez magazyn People na coroczną listę piękności w 2016 i 2019 roku. W 2018  została uznana przez IndieWire za jedną z najlepszych amerykańskich aktorów poniżej 30. roku życia. W 2019 roku Madame Tussauds New York odsłoniło woskowy posąg Larson w roli Kapitan Marvel.

## Życie prywatne
Brie Larson była w związku z muzykiem Alexem Greenwaldem od 2013 roku. W 2019 media ogłosiły, że rozstali się.
W lutym 2016, w wywiadzie dla magazynu „Elle”, Larson ujawniła, że nie rozmawiała z ojcem od ponad 10 lat.

## Filmografia
- 1999: Special Delivery jako Little Angel
- 2001–2002: Jak wychować tatę (Raising Dad) (serial TV, 22 odc.) jako Emily Stewart
- 2003: Na torze (Right On Track) jako Courtney Enders
- 2004: Dziś 13, jutro 30 (13 Going On 30) jako szósta laska
- 2004: Piżama party (Sleepover) jako Liz
- 2005: Madison jako dziewczyna z zespołu wyścigowego
- 2006: Sowie pole (Hoot) jako Beatrice
- 2009–2011: Wszystkie wcielenia Tary (United States of Tara) (serial TV, 36 odc.) jako Kate Gregson
- 2009: Po prostu Peck (Just Peck) jako Emily
- 2009: Wolna chata (House Broken) jako Suzy Decker
- 2010: Scott Pilgrim kontra świat (Scott Pilgrim vs. the World) jako Envy Adams
- 2011: Brudny glina (Rampart) jako Helen
- 2011: Kłopoty z Blissem (East Fifth Bliss) jako Stephanie Jouseski
- 2012: 21 Jump Street jako Molly Tracey
- 2013: Przechowalnia numer 12 (Short Term 12) jako Grace
- 2013: Cudowne tu i teraz (The Spectacular Now) jako Cassidy
- 2013: Don Jon jako Monica
- 2014: Gracz (The Gambler) jako Amy Phillips
- 2015: Pokój (Room) jako Joy „Ma” Newsome
- 2015: Nie igraj z ogniem (Digging for Fire) jako Max
- 2015: Wykolejona (Trainwreck) jako Kim
- 2016: Free Fire jako Justine
- 2017: Kong: Wyspa Czaszki (Kong: Skull Island) jako Mason Weaver
- 2017: Szklany zamek jako Jeannette Walls
- 2017: Sklep z jednorożcami jako Kit
- 2017: Basmati Blues jako Linda
- 2019: Kapitan Marvel jako Carol Danvers / Kapitan Marvel
- 2019: Avengers: Koniec gry jako Carol Danvers / Kapitan Marvel
- 2019: Tylko sprawiedliwość jako Eva Ansley
- 2019: Between Two Ferns: Film jako Brie Larson
- 2023: Lekcje chemii (serial TV, 8 odc.) jako Elizabeth Zott[24][25]
- 2023: Marvels jako Carol Danvers / Kapitan Marvel

## Dyskografia
- Finally Out of P.E. (2005)[26]

## Nagrody i nominacje
Oskary

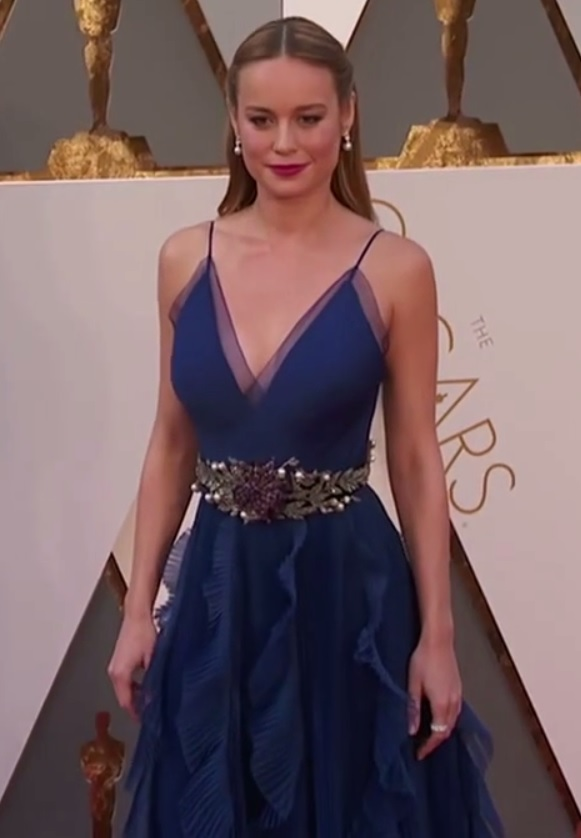
Brie Larson (Oskary 2016)

- 2016: wygrana: Najlepsza aktorka pierwszoplanowa za film Pokój (2015)[27]

Złote Globy
- 2016: wygrana:  Najlepsza aktorka w dramacie za film Pokój (2015)[28]

BAFTA
- 2016: wygrana:  Najlepsza aktorka pierwszoplanowa za film Pokój (2015)[29]
- 2016: nominacja: Największa aktorska nadzieja kina

Film Independent
- 2014: nominacja: Najlepsza aktorka za film Przechowalnia numer 12 (2013)
- 2016: wygrana: Najlepsza aktorka za film Pokój (2015)

National Board of Review
- 2016: wygrana:  Najlepsza aktorka za film Pokój (2015)

Critics Choice
- 2014: nominacja: Najlepsza aktorka za film Przechowalnia numer 12 (2013)[30]
- 2016: wygrana:  Najlepsza aktorka za film Pokój (2015)[31]

Sundance
- 2012: wygrana: Dla filmu krótkometrażowego za komediowy rys historii za film The Arm (2012)

Gotham
- 2012: wygrana:  Najlepsza aktorka za film Przechowalnia numer 12 (2013)
- 2015: nominacja: Najlepsza aktorka za film Pokój (2015)
- 2016: wygrana:  Najlepsza aktorka w roli głównej za film Pokój (2015)

Nagroda Gildii Aktorów Ekranowych
- 2016: wygrana:  Najlepsza aktorka pierwszoplanowa za film Pokój (2015)

Satelity
- 2016: nominacja: Najlepsza aktorka za film Pokój (2015)[32]

IFTA
- 2016: nominacja: Najlepsza aktorka zagraniczna za film Pokój (2015)

MTV
- 2012: nominacja: Najlepsza obsada za film 21 Jump Street (2012)
- 2016: nominacja: Przełomowa rola za film Pokój (2015)